# Wartberg ob der Aist
Wartberg ob der Aist település Ausztriában, Felső-Ausztria tartományban, a Freistadti járásban, területe 19,4 km².

## Fekvése
Tengerszint feletti magassága 477 méter. Wartberg ob der Aist Unterweitersdorf, Hagenberg im Mühlkreis, Pregarten, Ried in der Riedmark, Katsdorf és Engerwitzdorf településekkel határos.

## Népesség
Lakosainak száma 4222 fő (2018. január 1.).